# Gösta Ekman (attore 1939-2017)
Hans Gösta Gustaf Ekman ([ˈjœ̂sːta ˈěːkman]; Stoccolma, 28 luglio 1939 – Stoccolma, 1º aprile 2017) è stato un attore, regista e comico svedese, vincitore del premio Guldbagge come miglior attore nel 1973.

## Biografia
Nacque in una famiglia di artisti, figlio di Hasse e nipote di Gösta Ekman. Fu assistente alla regia di Per-Axel Branner, Ingmar Bergman, Stig Olin, Bengt Ekerot e suo padre nel periodo compreso tra il 1956 e il 1961. Nello stesso periodo affiancò alla regia la carriera di attore, prima teatrale e successivamente televisivo e cinematografico.

## Filmografia
- Äktenskapsbrottaren, regia di Hasse Ekman (1964)
- Att angöra en brygga, regia di Tage Danielsson (1965)
- Äppelkriget, regia di Tage Danielsson (1971)
- Mannen som slutade röka, regia di Tage Danielsson (1972)
- Ägget är löst!, regia di Hans Alfredson (1975)
- Släpp fångarne loss, det är vår!, regia di Tage Danielsson (1975)
- L'immagine allo specchio (Ansikte mot ansikte), regia di Ingmar Bergman (1976)
- Le avventure di Picasso (Picassos äventyr), regia di Tage Danielsson (1978)
- Mannen som blev miljonär, regia di Mats Arehn (1980)
- Den enfaldige mördaren, regia di Hans Alfredson (1982)

## Premi e riconoscimenti
Guldbagge
1973 - Miglior attore - Mannen som slutade röka
1997 - Candidatura a miglior attore - Nu är pappa trött igen
2004 - Candidatura a miglior attore non protagonista - Skenbart – En film om tåg
2008 - Premio Guldbagge onorario